# バル・エル＝ガゼル州
バル・エル＝ガゼル州（バル・エル＝ガゼルしゅう、Bahr El Gazel Region）は、チャドの州。州都はムソロ。州内にはチャド最大のワジであるバル・エル＝ガゼル・ワジ（Barh El Gazel Wadi）が流れ、州名もこれに由来する。

## 設立まで
2008年にカネム州よりバル・エル＝ガゼル県を分離して設置された。

## 下位行政区画
州内には北バル・エル＝ガゼル県と南バル・エル＝ガゼル県の2つの県がある。